# Нескучный сад (журнал)
«Неску́чный сад» — российский ежемесячный православный журнал для православной аудитории, издававшийся с 2001 по 2013 годы. С 2001 по 2006 год выходил с подзаголовком «журнал о делах милосердия», а затем с подзаголовком «журнал о православной жизни».

## История
14 августа 2001 года журнал «Нескучный сад» был зарегистрирован в Министерстве печати России. Учредителем журнала стало сестричество во имя святого благоверного царевича Димитрия при Первой градской больнице. В редакции журнала собралась команда профессиональных журналистов; главный редактор Юлия Данилова работала в 1990-х годах в «Коммерсанте».
В первом номере в статье «Нескучный сад добродетелей» объяснялось, почему журнал был назван так: «Сад, о котором мы говорим читателю в названии — это и сад добродетелей, это и люди, которые собираются в этом саду, как некие прекрасные создания Божии, сад — это и место радости и утешения, место, созданное Богом. Кроме того, Нескучный сад в Москве — это место, где некоторое время жила преподобномученица Елизавета Федоровна со своим мужем, великим князем Сергеем Александровичем. <…> Нескучный сад находится рядом с нашим училищем сестёр милосердия, рядом с храмом в Первой градской больнице — первым больничным храмом, который был открыт в России после годов гонения на Церковь».
В журнале были опубликованы интервью, репортажи, комментарии по актуальным вопросам православной жизни в России и за рубежом. Постоянные разделы журнала — «Жизнь в Церкви», «Общее дело», «Ближний круг», «Культура».
В ноябре 2004 года журнал был награждён гран-при в номинации «Призвание» на Первом фестивале православных СМИ «Вера и слово». Вручение состоялось 24 января 2005 года в Малом зале церковных соборов храма Христа Спасителя.
21 декабря 2004 года открылся веб-сайт журнала nsad.ru.
В 2006 году журнал изменил свою целевую аудиторию и «Нескучный сад» стал журналом о православной жизни, основой которой является человеколюбие, готовность прийти на помощь нуждающемуся.
В 2007 году журнал награждён призом Российского государственного военно-исторического культурного центра при Правительстве РФ. В том же году занял первое место на II Международном конкурсе «Евразия. Социальный портрет».
До экономического кризиса 2008—2009 годов журнал получал поддержку от крупного спонсора, но затем вынужден был существовать на пожертвования сочувствующих людей.
В феврале 2009 года журнал «Нескучный сад» и портал «Православие и мир» решили объединить усилия в интернет-пространстве. На портале «Православие и мир» появился раздел НС-online, где предполагалось публиковать все свежие материалы бумажной версии «Нескучного сада».
13 октября 2010 года на фестиваля «Вера и слово» арт-директор журнала «Нескучный сад» Дмитрий Петров получил награду за многолетний труд по формированию художественных образов православных журналов и православных интернет-порталов.
15 декабря 2010 года журналу «Нескучный сад» был присвоен гриф Синодального информационного отдела (свидетельство № 42).
24 мая 2013 года главный редактор журнала Юлия Данилова объявила, что майско-июньский номер журнала будет последним, после чего издание перейдёт в интернет-формат. Журналист Сергей Чапнин, комментируя этот шаг, отметил, что «отказ от бумажного носителя привёл к потере имеющейся аудитории и вынудил завоёвывать новую, которая пользуется электронными средствами. А эта аудитория с другими потребностями и интересами, другая по возрасту».
9 сентября того же года Данилова сообщила, что интернет-журнал «Нескучный сад» прекращает свою работу в связи с проблемами в финансировании. Основной причиной такого решения послужило то, что в 2013 году проект не получил необходимого количества пожертвований, а возможность сокращения штата или размещения рекламы редакция не рассматривала. Из-за недостатка денег владельцы сайта приняли решение сконцентрироваться на развитии другого, аналогичного проекта — «Милосердие.ру», который на тот момент являлся крупнейшим из сайтов подобной тематики. По словам Юлии Даниловой, «„Нескучный сад“ — это некоммерческий проект, и логично, что когда деньги кончились, его закрыли. Мы надеемся, что теперь несколько расширится тематика портала „Милосердие.ру“. Там была маленькая команда, и мы не успевали охватывать всё даже по теме благотворительности. Это сайт о добрых делах, в том числе не связанных с церковными структурами, и об историях тех, кому нужна помощь». 15 ноября того же года на сайте журнала было размещено официальное сообщение редакции о том, что «проект „Нескучный сад“ остановлен».
В 2014 году Юлия Данилова отметила, что, по её мнению, «разговор о вере в СМИ на сегодня исчерпался»:

мне кажется, главная трудность <…> в том, что сам этот дискурс о вере, сам разговор о вере в СМИ на сегодня совершенно исчерпался. Всё главное сказано, причём по много раз, всё протоптано, всё повторено. По нашему опыту «Нескучного сада», мы стали с этим сталкиваться: об этом мы уже сказали, и об этом сказали, и об этом мы сказали, об этом мы поговорили, осталось, что ли, расследовать имущественные коллизии, исторические повороты, кто кого гнал, кто на ком стоял, и по какой административной причине уехали какие мощи… Это не религиозный разговор — это журналистика расследований, связанная с религией.

## Оценки
Анна Гумерова, рецензируя первый номер журнала, написала:

«его общий настрой уже вполне определён. Этот журнал о делах милосердия — не просто праздный призыв к ним; это, если хотите, руководство к действию. Авторы статей не пытаются скрыть трудности, но тем не менее видно, что их самих эти трудности не отпугивают и не ввергают в уныние».
Как отмечалось на портале Полит.ру в октябре 2007 года:

«Нескучный сад» к миссионерской направленности добавляет более практическую, о чем прямо говорит его подзаголовок «православный журнал о делах милосердия». Он пытается выступать коллективным организатором благотворительной деятельности, задействуя, в том числе, и интернет-ресурсы. Журнал не просто зазывает людей в лоно церкви. Он призывает их к конкретным делам. Например, имеется сайт «Miloserdie.ru», полностью посвященный благотворительности, он непосредственно связывает людей, которые нуждаются в помощи с теми, кто может её оказать. Вокруг сайта собралось уже целое сообщество добровольцев.
Максим Антипов и Людмила Рачкова в феврале 2008 года дали такую оценку журналу:

Задуманный как журнал о делах милосердия, он вышел за рамки вопросов «социального служения». Главный вопрос, который ставит редакция перед собой и своими читателями: «Как быть православным в современном мире?»
Писательница, обозреватель «Российской газеты» Мария Городова в марте 2011 года сказала:

журналы «Фома» и «Нескучный сад» изначально задали достаточно высокую планку в церковной журналистике, и я с удовольствием наблюдаю, что они держат этот уровень. Это серьёзная, профессиональная и конкурентоспособная журналистика, сделанная православными людьми.

Журналистка Ксения Лученко в июне 2012 года писала:

Журнал «Нескучный сад» все эти годы существовал <…>, трансформируясь из катехизического журнала о добрых делах в церковно-общественный ежемесячник. Пожалуй, это единственный православный журнал, который выдерживает профессиональные стандарты качества и форматы (разве что ещё ЖМП, где тоже почти все сотрудники раньше работали в «больших СМИ»). В последнее время «Нескучный сад» балансирует на грани: оставаясь при официальной церковной структуре, журнал публикует довольно резкие тексты, в том числе — репортажи с митингов оппозиции, антипутинские авторские колонки (можно упомянуть среди авторов священника Фёдора Людоговского, библеиста Андрея Десницкого и других), контрвью по горячим темам — «Пусси Райот» и выставка Гельмана в Краснодаре.